# Durio affinis
Durio affinis Becc. è un albero della famiglia delle Malvacee, diffuso nella Malaysia peninsulare e nel Borneo.

## Descrizione
L'albero può raggiungere l'altezza di 30 metri. I frutti, esteriormente arancio-gialli e contenenti una polpa bianca, non sono commestibili.